# Dalbergia prainii
Dalbergia prainii är en ärtväxtart som beskrevs av Krishnamurthy Thothathri. Dalbergia prainii ingår i släktet Dalbergia, och familjen ärtväxter. Inga underarter finns listade i Catalogue of Life.